# めざましシリーズ
めざましシリーズは、1994年4月1日にフジテレビ系列局が放送開始しためざましテレビ（テレビ大分を除く）から2021年3月29日に放送開始しためざまし8までの
平日早朝の情報番組・朝の情報番組・平日午前ワイドショー番組および「めざまし」の名を冠した番組の総称。

## 番組

### 平日（早朝）
- めざまし天気（1994年8月2日 - 2002年12月27日）
- めざまし新聞（2003年1月6日 - 3月28日）
- めざまし新聞for BIZ（2003年3月31日 - 6月28日）
- めざビズ（2003年7月1日 - 9月30日）
- めざにゅ〜（2003年10月1日 - 2014年3月28日）
- めざましテレビ アクア（2014年3月31日 - 2018年3月30日）
- めざましテレビ全部見せ（2019年4月1日 - 現在）

### 平日（朝）
- めざましテレビ（1994年4月1日 - 現在）

### 平日（午前）
- めざまし8（2021年3月29日 - 2025年3月28日）

### 土曜日
- めざましテレビ週末号（1997年10月4日 - 1998年3月28日）
- めざましどようび（2003年10月4日 - 現在）

## 公式サイト
- めざましテレビ
- めざまし8
- めざましどようび